# OTP Bank (Молдова)
OTP Bank S.A. — коммерческий банк в Молдове. Компания была основана 4 июля 1990. В 2007 году мажоритарным акционером банка стала Groupe Société Générale, которая способствовала достижению лидирующих позиций в финансовой системе страны. С 2019 года контрольный пакет акций принадлежит OTP Bank Nyrt.
По состоянию на 2020 год OTP Bank являлся одним из четырех крупнейших банков Молдовы со 160 000 клиентов, 800 сотрудниками и 53 филиалами по всей стране.

## История
- 1990 г. — начало деятельности в качестве независимого банка с юридическим статусом
- 1995 год — одним из первых банков, утвержденных на рынке ценных бумаг
- 1996 год — одним из первых банков, получивших кредитные линии от международных финансовых организаций
- 1996 г. — преобразовано в акционерное общество
- 1996 — присоединение к международной платежной системе SWIFT
- 1997 год — Инвестиционный фонд Development Capital Corporation приобрел 32,45 % акционерного капитала и стал мажоритарным акционером банка (63,68 %)
- 2002 г. — ассоциированный член международной платежной системы Europay International
- 2003 г. — внедрение автоматизированной системы онлайн-банкинга
- 2005 год — первый банк, выпустивший кредитную карту на местный рынок — NEOS
- 2007 год — банк приобретен Groupe Société Générale — 95,35 %
- 2008 год — увеличение капитала банка и назначение новых стратегических акционеров (BRD — Groupe Société Générale) и ЕБРР (Европейский банк реконструкции и развития). Таким образом, в результате этой сделки доля Société Générale уменьшилась, и на конец 2008 года составила 67,85 %.
- 2008 — Смена официального названия на BC «Mobiasbanca — Groupe Société Générale» S.A.
- 2008 — Банк становится Основным Членом MasterCard
- 2009 — Внедрение услуги телевосстановления
- 2009 — Сертификация MasterCard для карт с микрочипами
- 2011 — Первая коллекция открыток, созданная исключительно для женщин Chérie Chérie, запуск проекта Simple Finance
- 2012 — Запуск концепции «Универсальный счетчик», запуск сервиса SMS-рассылок MobiasInfo, запуск сервиса Contactell. запуск услуги MasterCard Secure Code — обеспечение безопасности платежей, осуществляемых через Интернет.
- 2013 г. — Получение международного сертификата ISO 9001:2008 «Системы менеджмента качества. Требования», став первым банком в Молдове, получившим такой сертификат
- 2013 — Внедрение IP-телефонии.
- 2014 — Запуск новой линейки банковских карт в рамках международной платежной системы MasterCard с технологией EMV
- 2014 — Открытие нового учебного центра и филиала школы
- 2016 — Запуск карт VISA, предложений, предназначенных исключительно для медицинских работников MobiSanté, сертификация по международному стандарту ISO 9001:2015 «Системы менеджмента качества. Требования»
- 2017 — Открытие первого ипотечного центра в Молдове
- 2017 — Банк назван самым активным банком-эмитентом в Молдове в 2016 году, ЕБРР был признан лучшим банком TFP в Молдове — Лучшим банком Молдовы по версии Euromoney.
- 2018 — Запуск сервиса CASH-IN — для осуществления операций пополнения карточного счета через банкоматы
- 2018 — Самый активный банк-эмитент в Молдове в 2017 году, награда ЕБРР в рамках TFP
- 2018 — Запуск платформы акционеров — онлайн-информирование акционеров на сайте банка
- 2018 — Запуск инновационного инструмента и альтернативного решения для объективного рассмотрения жалоб — медиация
- 2019 — Ресертификация по международному стандарту ISO 9001:2015
- 2019 — Запуск услуги «Бизнес-интернет-банкинг» — автоматизированного дистанционного банковского обслуживания экономических агентов
- 2019 — OTP Bank Group приобрела контрольный пакет акций, принадлежащий Groupe Société Générale в BC «Mobiasbanca — Groupe Société Générale» S.A. Новое название банка — Mobiasbanca — OTP Group S.A.
- 2021 — Mobiasbanca — OTP Group S.A. завершает процесс ребрендинга, став OTP Bank S.A.